# Độ uyển chuyển

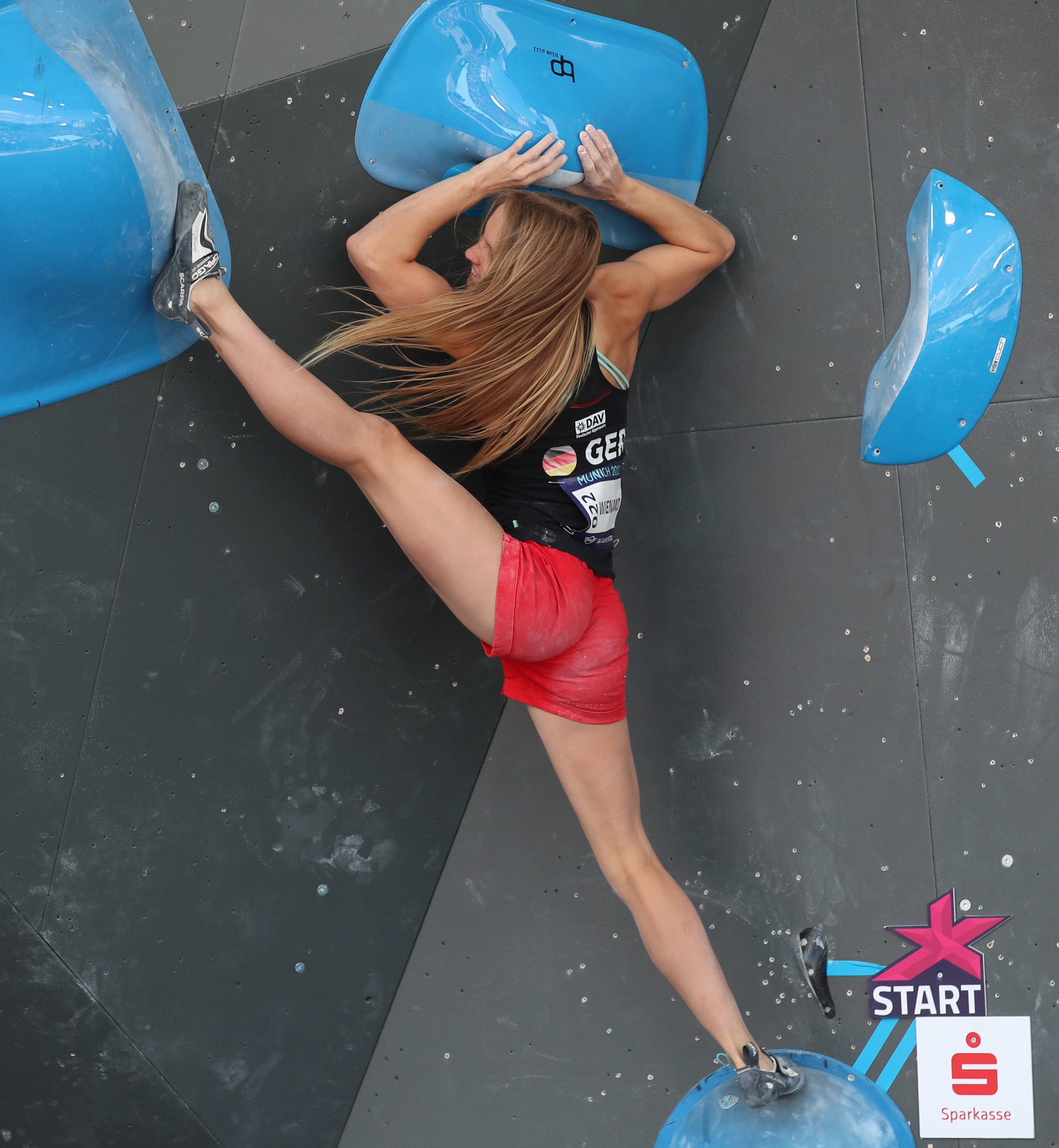
Một cô gái biểu diễn sức rướn linh hoạt thân thể

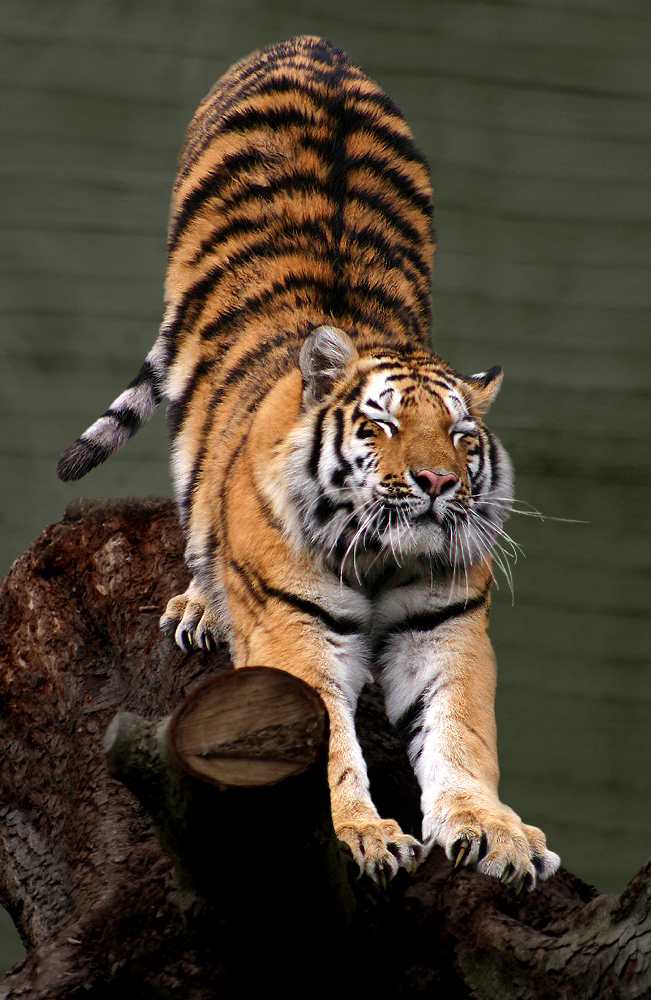
Một con hổ đang vươn vai, giãn mình cho thấy độ uyển chuyển của cơ thể nó

Độ uyển chuyển (Flexibility) hay còn được gọi là tính linh hoạt hoặc độ dẻo dai hay sức uốn dẻo trong giải phẫu học là khả năng của một khớp hoặc một chuỗi các khớp và chiều dài của cơ bắt chéo các khớp để tạo ra chuyển động uốn cong và di chuyển trong toàn bộ phạm vi chuyển động (Range of Motion - ROM) của chúng mà không bị giới hạn hay gây đau đớn. Độ uyển chuyển liên quan mật thiết đến độ rướn (kéo căng, vươn dài) và sự co giãn của các cơ bắp, gân, dây chằng và các mô mềm khác bao quanh khớp. Độ dẻo dai động được phân loại là khả năng hoàn thành toàn bộ phạm vi chuyển động của khớp. Đây là sự giải phóng năng lượng với thời gian thích hợp để cơ co lại. Độ uyển chuyển là một tố chất quan trọng đối với các võ sĩ trong tập luyện và thi đấu, nó cho phép thực hiện các kỹ thuật đòi hỏi biên độ lớn như đá cao, xoạc chân, hay các động tác vật, khóa siết một cách dễ dàng và hiệu quả hơn, giúp họ tung ra các đòn tấn công mạnh mẽ hơn, đòn đánh uy lực hơn vì cơ thể dẻo dai cho phép cơ bắp được kéo căng tối đa trước khi co lại, tạo ra lực phát động lớn hơn, giúp các cú đấm, đá có sức mạnh và tốc độ cao hơn, tầm xa hơn. Nhiều môn võ thuật đòi hỏi sự kết hợp linh hoạt của nhiều khớp và nhóm cơ nên sức uốn dẻo giúp võ sĩ thực hiện các chuỗi động tác phức tạp, chuyển đổi tư thế nhanh chóng và mượt mà, uyển chuyển liên hoàn.

## Đại cương
Độ uyển chuyển, linh động khác nhau tùy thuộc vào từng cá nhân và có thể bị ảnh hưởng bởi nhiều yếu tố như tuổi tác, giới tính, loại khớp, nhiệt độ cơ thể, tình trạng chấn thương, và mức độ hoạt động thể chất. Việc duy trì và cải thiện độ linh hoạt là rất quan trọng để có sức khỏe thể chất tốt, giảm nguy cơ chấn thương, cải thiện hiệu suất vận động và nâng cao chất lượng cuộc sống. Độ linh hoạt ở một số khớp có thể được tăng lên đến một mức độ nhất định bằng cách tập thể dục, trong đó bài tập giãn cơ là một thành phần tập luyện phổ biến để duy trì hoặc cải thiện độ linh hoạt. Các phương pháp phổ biến để tăng cường tính linh hoạt bao gồm các bài tập giãn cơ (stretching), yoga, pilates và các hoạt động thể chất khác. Linh hoạt hay lanh lợi là trạng thái có sự linh động ở mức độ tích cực hoặc cao hơn, cũng được nói đến khi nói đến một người có sự linh hoạt hoặc có tính linh hoạt.
Sự linh hoạt được cải thiện bằng cách kéo giãn cơ. Chỉ nên bắt đầu giãn cơ khi cơ bắp nóng lên và nhiệt độ cơ thể tăng lên (thường bắt đầu bằng bài khởi động). Để đạt hiệu quả, lực tác động lên cơ thể phải được giữ ở mức vừa đủ cao hơn cảm giác đau và cần giữ trong ít nhất mười giây. Việc tăng phạm vi chuyển động tạo ra tư thế tốt và phát triển khả năng thực hiện thành thạo các hoạt động hàng ngày, giúp tăng tuổi thọ và sức khỏe tổng thể của mỗi người. Các khớp trong cơ thể con người được bao quanh bởi màng hoạt dịch và sụn khớp có tác dụng bao phủ, đệm và nuôi dưỡng khớp cũng như bề mặt của mỗi khớp, việc tăng độ đàn hồi của cơ trong phạm vi chuyển động của khớp sẽ làm tăng tính linh hoạt và uyển chuyển. Mô quầng (Areolar tissue) có tính thẩm thấu và phân bố rộng khắp cơ thể, loại mô này đóng vai trò là chất kết dính chung cho tất cả các mô khác. Mô cơ được tạo thành từ một chất liệu co giãn, só được sắp xếp thành các bó sợi song song. Thụ thể kéo giãn có hai phần gồm tế bào thoi và gân Golgi, tế bào thoi, nằm ở trung tâm cơ, gửi tín hiệu để cơ co lại. 

## Chú thích

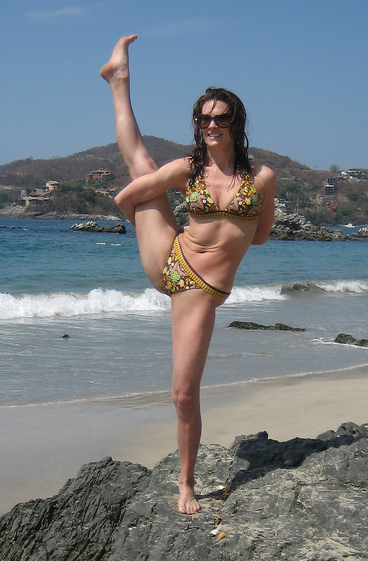
Biểu diễn độ căng giãn của chân

## Tham khảo

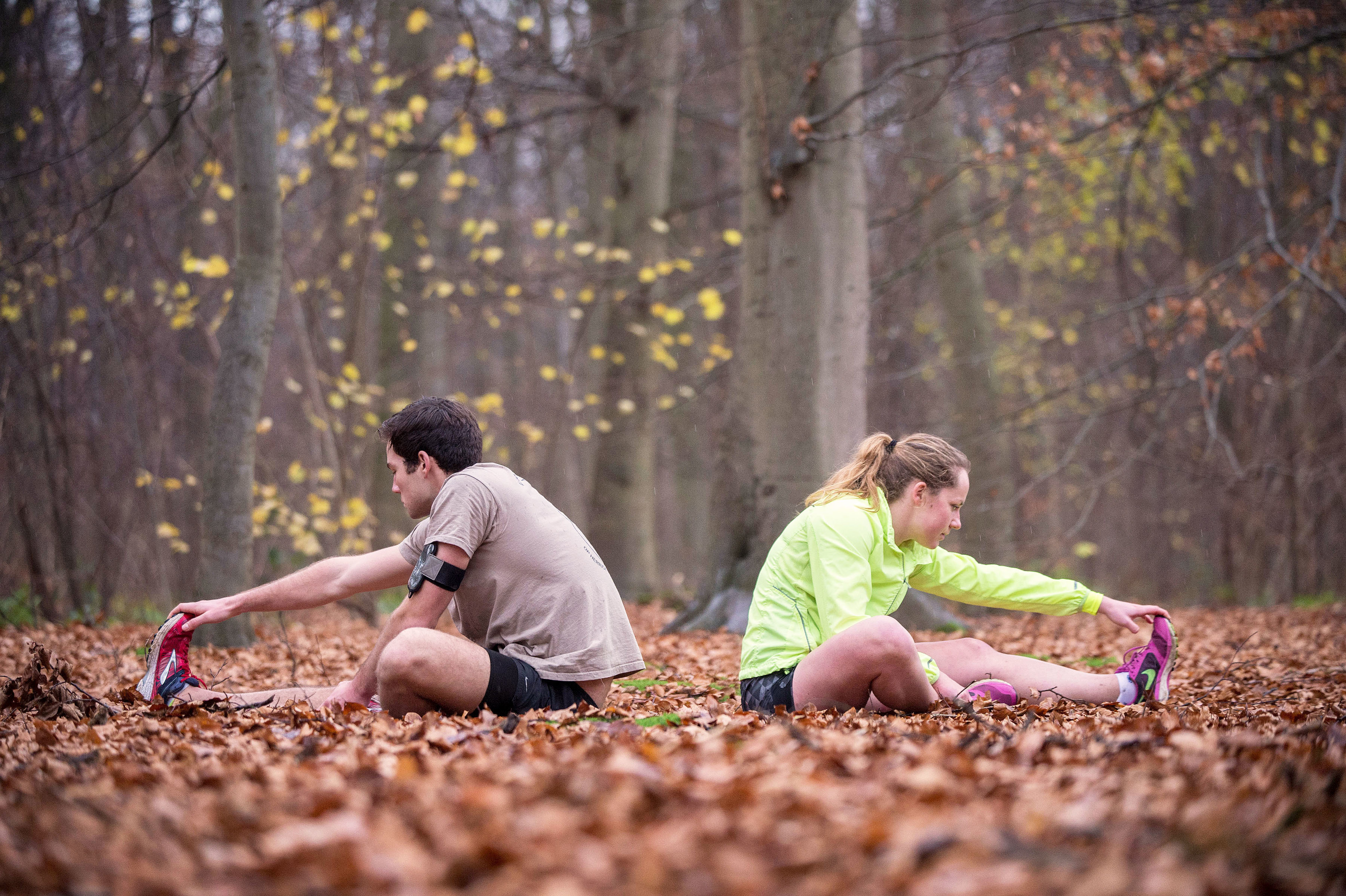
Bài khởi động rất quan trọng khi thực hiện các động tác rướn

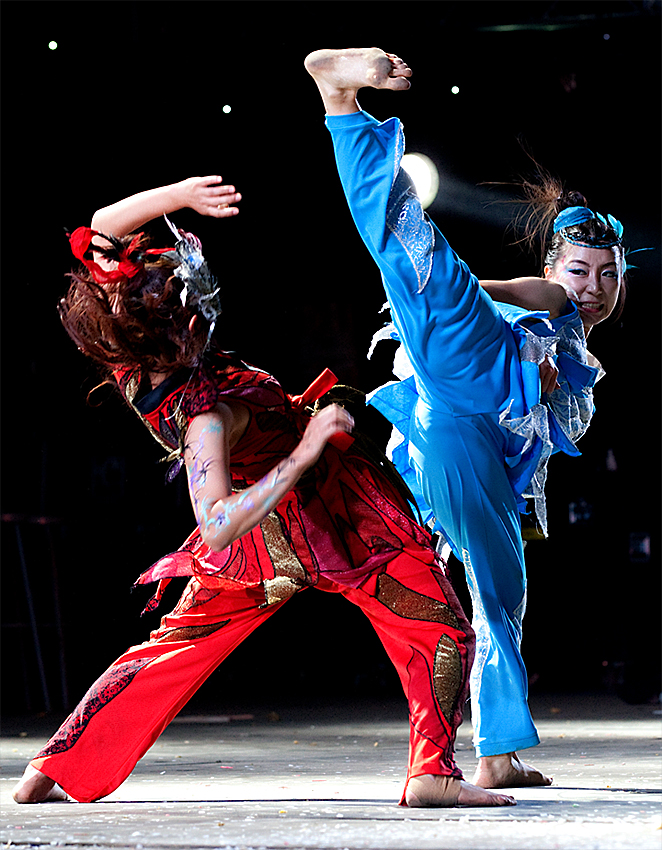
Biểu diễn võ thuật cho thấy sức uốn dẽo của võ sinh